# Scathophaga xinjiangensis
Scathophaga xinjiangensis är en tvåvingeart som beskrevs av Sun 1998. Scathophaga xinjiangensis ingår i släktet Scathophaga och familjen kolvflugor.
Artens utbredningsområde är Xinjiang (Kina). Inga underarter finns listade i Catalogue of Life.